# Ferenczi Gábor (politikus)
Ferenczi Gábor (Ajka, 1977. május 28. –) magyar politikus, 2010-től 2014-ig országgyűlési képviselő, a Jobbik Magyarországért Mozgalom Veszprém megyei korábbi elnöke, a Jobbik Országos Választmánya korábbi alelnöke. 2014-től Devecser polgármestere és a Veszprém Megyei Közgyűlés tagja. 2017-ben időközi választáson ismét Devecser polgármesterévé választották. 2018-ban részt vett a Jobbikon belüli Mi Magunk platform megalakításában. 2018-ban kilépett a Jobbikból. A Mi Hazánk Mozgalom alapító tagja és volt alelnöke. 2019-ben bejelentette kilépését a Mi Hazánk Mozgalom országos és devecseri szervezetéből is. 2019-ben független jelöltként indult, és harmadszor is Devecser polgármesterévé választották. A 2024. június 9-én megtartott helyhatósági választáson megerősítette mandátumát.

## Élete, pályafutása
Ferenczi Gábor 1977. május 28-án született Ajkán, anyai ágról német, apai ágról pedig ősi magyar nemesi származású családba. Édesapja szerszámkészítő, művezető, édesanyja dajkaként dolgozott. Az általános iskolát Ajkán végezte az egykori Veres Pálné Általános Iskolában, majd az ajkai Bródy Imre Gimnázium német nyelvi tagozatán érettségizett. 1995-től az Eötvös Loránd Tudományegyetem Tanárképző Főiskolai Karának magyar-német szakán tanult, 1999-ben szerzett tanári diplomát. Párhuzamosan elvégezte az egyetem művelődésszervező szakát is, második diplomáját 2000-ben szerezte, majd három félévet elvégezett a Budapesti Gazdasági Főiskola Külkereskedelmi Főiskolai Kara nemzetközi marketing és minőségirányítás szakán, levelező tagozaton.
Az aktív politizálás felé az őszödi beszéd és a 2006. október 23-ai események mozdították el. 2008 tavaszán belépett a Magyar Gárdába, majd társaival megalapította a Jobbik ajkai szervezetét, melynek elnökévé választották. 2008 decemberében a Jobbik Veszprém megyei elnökévé választották, 2009-ben pedig már az Országos Választmány egyik alelnökeként dolgozott. A 2010-es országgyűlési választáson a Jobbik megyei listája első helyéről került be az Országgyűlésbe, ahol az Oktatási, tudományos és kutatási bizottság tagjaként vesz részt az országos politikában. Az egyik legaktívabb politikus 240 felszólalással és több mint 260 indítvánnyal. A 2014-es országgyűlési választáson a Jobbik Veszprém megyei 4. számú választókerületének országgyűlési képviselőjelöltjeként a 2. helyen végzett, az országos listán a 27. helyen szerepelt. A 2014-es önkormányzati választáson Devecser polgármesterévé választották és a Jobbik megyei listavezetőjeként mandátumot szerzett a Veszprém Megyei Közgyűlésben.
2018-ban részt vett a Jobbikon belüli Mi Magunk platform megalakításában.
2018. június 8-án Ferenczi Gábor kilépett a Jobbikból. A Mi Hazánk Mozgalom egyik alapítója és alelnöke 2019-ig, amikor bejelentette kilépését a pártból.

### Balesete
2013 májusában Ajkán az autójával elütött egy idős asszonyt, aki a mentőben elhunyt. Halált okozó közúti baleset gondatlan okozásával vádolták meg. Ferenczi Gábor a mentelmi jogáról lemondott, de a gyanúsítás ellen fellebbezett, amit a Legfőbb Ügyészség elutasított. Ferenczi álláspontja szerint a balesetet nem lehetett elkerülni. 2015. szeptember 30-án az Ajkai Járásbíróság két év próbaidőre felfüggesztett egyéves szabadságvesztésre ítélte őt, és három évre eltiltotta közúti járművek vezetésétől. A bíró indoklásában elmondta: az észlelési és cselekvési késedelem felróható a vádlottnak, de a szándékosság nem. A Veszprémi Törvényszék másodfokon helyben hagyta az elsőfokú ítéletet.

### Magánélete
Nős, három gyermek, Donát (2007), Zselyke (2009) és Zádor Miron (2018) édesapja.